# Вранац (грожђе)
Вранац (мкд. Вранец) је аутохтона сорта грожђа која се гаји у Србији, Црној Гори, Херцеговини и Северној Македонији.
Сматра се најзначајнијом сортом грожђа у Црној Гори, Херцеговини и једном од најзначајнијих у Северној Македонији, има га доста и у Србији. Од ове сорте се производе сува вина јединственог укуса и карактера, која су синоним за Балкан. Зрна су велика и тамно обојена, а лоза умерено снажна и врло издашна. Грожђе се бере ручно и у зависности од подручја берба почиње од половине септембра и током октобра. 
Млада вина произведена од Вранца имају светлу пурпурну боју и мирис на џем од воћа. Снажна танинска структура пружа свежину и средње до висок ниво киселина. После годину или две дана старења, пурпурна боја се развија у интензивну тамну рубинску боју, а на мирису се јављају комлексније ароме које наговештавају цимет, чоколаду, сладић, цвеће, тамно воће, биљке, и чак дрво као што је храст. 
Укус је суптилан и пун, губи оштрину и развија дужи и углађенији финиш. Вранац изузетно добро подноси храст и старење у боци, што је често неопходно да би се укротила његова снажна мешавина танина и киселина.
Захваљујући својој хармоничној природи добро се комбинује са другим сорама гожђа, као што су каберне совињон и мерло. Препоручује се да се послужи на собној температури и изузетно се добро слаже са димљеним, конзервираним или грилованим месом, салатама и старим сиревима снажних укуса.